# Emily Wickersham
Emily Kaiser Wickersham (Kansas, 26 aprile 1984) è un'attrice statunitense.

## Biografia
Acquisisce notorietà nell'autunno del 2013 entrando nel cast principale della popolare serie NCIS - Unità anticrimine, nella quale interpreta il ruolo dell'agente, ex analista dell'NSA, Eleanor Bishop, la quale sostituisce l'agente Ziva David, interpretata da Cote de Pablo, uscita dal cast dopo nove stagioni.
Prima dell'ingresso in NCIS la Wickersham era apparsa nel film del 2012 Gone oltre ad aver interpretato diversi ruoli minori in altre serie televisive.

## Vita privata
Wickersham, che ha ascendenze austriache e svedesi, è nata in Kansas ma è cresciuta a Mamaroneck, nello stato di New York. Ha sposato il musicista Blake Hanley il 23 novembre 2010, a Little Palm Island, un'isola delle Keys in Florida. I due hanno divorziato nel 2019.
Il 30 luglio 2021, con un post su Instagram, annuncia di essere incinta. Il 30 dicembre nasce il suo primogenito: Cassius Wickersham Dale, avuto con l'attore James Badge Dale.

## Filmografia

### Cinema
- Gardener of Eden - Il giustiziere senza legge (Gardener of Eden), regia di Kevin Connolly (2007)
- Certamente, forse (Definitely, Maybe), regia di Adam Brooks (2008)
- How I Got Lost, regia di Joe Leonard (2009)
- Remember Me, regia di Allen Coulter (2010)
- Sono il Numero Quattro (I Am Number Four), regia di D. J. Caruso (2011)
- Gone, regia di Heitor Dhalia (2012)
- Glitch, regia di Daniel Doherty II (2015)
- Taking Chance, (2009)

### Televisione
- Parco P.I. - serie TV, 1 episodio (2006)
- I Soprano (The Sopranos) - serie TV, 4 episodi (2006-2007)
- The Bronx Is Burning - serie TV, 1 episodio (2007)
- The Gamekillers - serie TV (2007)
- Un giorno ancora (Mitch Albom's For One More Day) - film TV, regia di Lloyd Kramer (2007)
- Taking Chance - Il ritorno di un eroe (Taking Chance) - film TV, regia di Ross Katz (2009)
- Law & Order: Criminal Intent - serie TV, 1 episodio (2009)
- Bored to Death - Investigatore per noia (Bored to Death) - serie TV, 1 episodio (2009)
- Trauma - serie TV, 1 episodio (2009)
- Gossip Girl - serie TV, 1 episodio (2011)
- The Bridge - serie TV, 3 episodi (2013)
- NCIS - Unità anticrimine (NCIS) - serie TV, 113 episodi (2013 - 2021)
- NCIS: New Orleans - serie TV, episodio 2x12 (2016)

## Doppiatrici italiane
Nelle versioni in italiano delle opere in cui ha recitato, Emily Wickersham è stata doppiata da:
- Valentina Favazza in NCIS - Unità Anticrimine, NCIS: New Orleans
- Veronica Puccio in Sono il numero quattro
- Letizia Scifoni in Gone